# Santuário Lone Pine Koala
O Lone Pine Koala Sanctuary é um santuário de koalas situado em Brisbane, uma cidade de Queensland, na Austrália. Fundado em 1927, é o santuário de Koalas mais antigo e mais largo do mundo.